# Leistungsbeurteilung (Schule)
Die Leistungsbeurteilung von Schülern durch Lehrkräfte erfolgt als Bewertung von Einzelleistungen (mündliche Beiträge, Hausaufgaben, Referate, schriftliche Leistungsnachweise, Abschlussprüfungen etc.), die periodisch in Zeugnissen zusammengefasst werden. Die Bewertung erfolgt in der Regel numerisch mit national vorgegebener Metrik als Schulnote oder teilweise in Förderschulen (bzw. in der Integration oder Inklusion an Regelschulen), in den ersten Schuljahren und in Waldorfschulen als Bericht in Textform.
Wie jede andere Leistungsbeurteilung ist die Leistungsbenotung in der Schule eine verantwortungsvolle Tätigkeit, die schwerwiegende Folgen haben kann. Sie unterliegt daher detaillierten rechtlichen Vorschriften und kann auf dem Verwaltungsrechtsweg angefochten werden. Überprüft wird dabei nicht, ob die Note angemessen ist, sondern ob sie vorschriftsmäßig erteilt wurde. In Deutschland wird die schulische Leistungsbeurteilung teilweise als ein hoheitlicher Akt angesehen, was zur Begründung des Beamtenverhältnisses für Lehrer in einigen Bundesländern herangezogen wird.

## Rechtliche Vorschriften

### Deutschland
In Deutschland fällt die Regelung der Leistungsbeurteilung, als Teil des Schulrechts, in die Kompetenz der Bundesländer. Noten werden im jeweiligen Fach durch die unterrichtende Lehrkraft anhand der bewerteten Leistungen unter Beachtung des pädagogischen Ermessensspielraumes ermittelt. Die rein arithmetische Notenberechnung wird der Vielfalt der Schüler nicht gerecht und ist in einigen Bundesländern ausdrücklich unerwünscht.
Grundsätzlich wird zwischen schriftlichen Leistungen und sonstigen Leistungen unterschieden. Schriftliche Leistungen werden durch eine vorgegebene Anzahl angekündigter Klassenarbeiten oder Klausuren erhoben. Sonstige Leistungen umfassen die mündliche Mitarbeit im Unterricht sowie alle anderen fachbezogenen Leistungen, wie z. B. Referate, Projektarbeiten etc. Auch unangekündigte schriftliche und mündliche Leistungsüberprüfungen zählen zu den sonstigen Leistungen. Hausaufgaben dürfen in Deutschland nicht bewertet werden.
Aufgrund der Pflicht des Schülers zum Leistungsnachweis werden verweigerte Leistungen als ungenügend bewertet. Bei Minderleistungen in mehreren Fächern ist der Lernerfolg in der nächsthöheren Klassenstufe nicht gesichert, und das Schuljahr muss in der Regel wiederholt werden.
Jedes Bundesland ist befugt, seine eigenen Richtlinien, Verordnungen und Gesetze bezüglich der Leistungsfeststellung zu treffen. Entsprechend unterschiedlich wurde dies auch geregelt:

#### Baden-Württemberg
In Baden-Württemberg finden sich die rechtlichen Rahmenbedingungen für Leistungsfeststellungen in der Verordnung des Kultusministeriums über die Notenbildung (Notenbildungsverordnung).

#### Bayern
In Bayern werden die Rahmenbedingungen für die Kriterien und Verfahren der Leistungsfeststellung und -bewertung in Artikel 52 des bayerischen Gesetzes über das Erziehungs- und Unterrichtswesen (BayEUG) festgelegt. Eine detaillierte Festlegung erfolgt aber nicht wie in Hessen in Form einer generellen Verordnung über die Schulverhältnisse, sondern über separate Verordnungen für jede Schulart (Art. 52 Abs. 1 Satz 2), beispielsweise durch die Schulordnung für Gymnasien in Bayern (GSO).
Der Artikel 52 BayEUG sieht des Weiteren folgende Rahmenbedingungen vor:
- Leistungsnachweise sind in „angemessenen Abständen“ durchzuführen (Abs. 1, Satz 1)
- je nach Art des Fachs sind schriftliche, mündliche oder praktische Leistungen zu erbringen (Abs. 1, Satz 1)
- die Art und Weise der Leistungserhebung ist den Schülern vorher bekannt zu geben (Abs. 1, Satz 3)
- die Notenstufe ist samt einer Begründung bekanntzugeben (Abs. 1, Satz 3)
- Leistungsnachweise dienen der Leistungsbewertung und als Beratungsgrundlage (Abs. 1, Satz 4)
- die Notenstufen 1 (sehr gut) bis 6 (ungenügend) sind festgelegt. Die Schulordnungen können Ausnahmen festlegen (Abs. 2)
- „Unter Berücksichtigung der einzelnen schriftlichen, mündlichen und praktischen Leistungen werden Zeugnisse erteilt“ (Abs. 3, Satz 1)

Die Überprüfung der Korrektur des Fachlehrers durch den jeweiligen Fachbetreuer wird als Respizienz bezeichnet.

#### Hessen
In Hessen enthält § 73 des Schulgesetzes sehr allgemeingefasste Rahmenbedingungen und ermächtigt das Kultusministerium, die Kriterien und Verfahren der Leistungsfeststellung und -bewertung durch Rechtsverordnung zu regeln, was in §§ 26-36 (Fünfter Teil: Kriterien und Verfahren der Leistungsfeststellung und Leistungsbewertung) der Verordnung zur Gestaltung des Schulverhältnisses geschehen ist. Diesen Normen zufolge soll die Leistungsfeststellung und -bewertung
- die im Unterricht vermittelten Kenntnisse und Fähigkeiten zum Maß nehmen;
- sich stützen auf
  - Beobachtungen im Unterricht und
  - mündliche, schriftliche und ggf. praktische Leistungskontrollen;
- sich auf die gesamte Lernentwicklung der Schüler beziehen;
- sowohl die fachlichen Fähigkeiten, Kenntnisse und Fertigkeiten als auch die Leistungsbereitschaft und das Verhalten der Schüler darstellen;
- den Verlauf der Lernentwicklung berücksichtigen.

Sie soll:
- im Dienst der individuellen Leistungserziehung stehen; und
- Schülern eine ermutigende Perspektive für die weitere Entwicklung eröffnen.

Diese umfangreiche Rechtsvorschrift spiegelt die pädagogisch und gesellschaftlich vielschichtigen Funktionen von Schulnoten wider.
Zur Bewertung des Arbeits- und Sozialverhaltens siehe Kopfnoten.
Während Lehrkräfte in der Bewertung mündlicher und praktischer Leistungen weitgehend pädagogische Freiheit genießen, unterliegen schriftliche Leistungskontrollen detaillierten Rechtsvorschriften. Siehe dazu Schriftlicher Leistungsnachweis in der Schule.
Zu Beginn eines Schuljahres sollen Schüler und ihre Eltern informiert werden, nach welchen Gesichtspunkten die Leistungsbewertung erfolgt. Vor den Zeugniskonferenzen sollen die Noten vom Fachlehrpersonal begründet werden. Darüber hinaus sind die Schüler mindestens einmal im Halbjahr über ihren mündlichen Leistungsstand zu unterrichten.

#### Niedersachsen
In Niedersachsen werden die Bestimmungen zu Leistungsmessung und Leistungsbeurteilung in verschiedenen Erlassen geregelt, teilweise mit Bezug zur einzelnen Schulform (wie etwa in „Die Arbeit in den Schuljahrgängen 5 bis 10 des Gymnasiums“, Abschnitt 6) sowie in allgemeingültigen Erlassen, insbesondere in „Zeugnisse in den allgemeinbildenden Schulen“, Abschnitt 3 und „Schriftliche Arbeiten in den allgemeinbildenden Schulen“.
Leistungsbeurteilung findet statt auf der Grundlage von Beobachtungen im Unterricht sowie von mündlichen, schriftlichen (Klassenarbeiten; Klausuren) und anderen fachspezifischen Lernkontrollen. Bei der Bewertung werden die allgemeingültigen Schulnoten herangezogen. Den Schulen ist es freigestellt, eine Abstufung in Zwischennoten („+“ oder „−“) in Klassenarbeiten, jedoch nicht in Klausuren oder Zeugnissen, zu beschließen.

#### Nordrhein-Westfalen
In Nordrhein-Westfalen wird im Schulgesetz, Fünfter Teil, Zweiter Abschnitt Leistungsbewertung § 48 Grundsätze der Leistungsbewertung festgehalten:
(1) Die Leistungsbewertung soll über den Stand des Lernprozesses der Schülerin oder des Schülers Aufschluss geben; sie soll auch Grundlage für die weitere Förderung der Schülerin oder des Schülers sein. Die Leistungen werden durch Noten bewertet. Die Ausbildungs- und Prüfungsordnungen können vorsehen, dass schriftliche Aussagen an die Stelle von Noten treten oder diese ergänzen.
(2) Die Leistungsbewertung bezieht sich auf die im Unterricht vermittelten Kenntnisse, Fähigkeiten und Fertigkeiten. Grundlage der Leistungsbewertung sind alle von der Schülerin oder dem Schüler im Beurteilungsbereich „Schriftliche Arbeiten“ und im Beurteilungsbereich „Sonstige Leistungen im Unterricht“ erbrachten Leistungen. Beide Beurteilungsbereiche sowie die Ergebnisse zentraler Lernstandserhebungen werden bei der Leistungsbewertung angemessen berücksichtigt.
(3) Bei der Bewertung der Leistungen werden folgende Notenstufen zu Grunde gelegt:
1. sehr gut (1) Die Note „sehr gut“ soll erteilt werden, wenn die Leistung den Anforderungen in besonderem Maße entspricht.
2. gut (2) Die Note „gut“ soll erteilt werden, wenn die Leistung den Anforderungen voll entspricht.
3. befriedigend (3) Die Note „befriedigend“ soll erteilt werden, wenn die Leistung im Allgemeinen den Anforderungen entspricht.
4. ausreichend (4) Die Note „ausreichend“ soll erteilt werden, wenn die Leistung zwar Mängel aufweist, aber im Ganzen den Anforderungen noch entspricht.
5. mangelhaft (5) Die Note „mangelhaft“ soll erteilt werden, wenn die Leistung den Anforderungen nicht entspricht, jedoch erkennen lässt, dass die notwendigen Grundkenntnisse vorhanden sind und die Mängel in absehbarer Zeit behoben werden können.
6. ungenügend (6) Die Note „ungenügend“ soll erteilt werden, wenn die Leistung den Anforderungen nicht entspricht und selbst die Grundkenntnisse so lückenhaft sind, dass die Mängel in absehbarer Zeit nicht behoben werden können.

(4) Werden Leistungen aus Gründen, die von der Schülerin oder dem Schüler nicht zu vertreten sind, nicht erbracht, können nach Maßgabe der Ausbildungs- und Prüfungsordnung Leistungsnachweise nachgeholt und kann der Leistungsstand durch eine Prüfung festgestellt werden.
(5) Verweigert eine Schülerin oder ein Schüler die Leistung, so wird dies wie eine ungenügende Leistung bewertet.
(6) Neben oder anstelle der Noten nach Absatz 3 kann die Ausbildungs- und Prüfungsordnung ein Punktsystem vorsehen. Noten- und Punktsystem müssen sich wechselseitig umrechnen lassen.

### Österreich
In Österreich regelt die Leistungsbeurteilungsverordnung die Leistungsfeststellung und Leistungsbeurteilung in der Schule.
Im § 3 (1) werden Formen der Leistungsfeststellung beschrieben, in § 14 (1)bis (7) die Noten:
1. Sehr gut (1) Mit „Sehr gut“ sind Leistungen zu beurteilen, mit denen der Schüler die nach Maßgabe des Lehrplanes gestellten Anforderungen in der Erfassung und in der Anwendung des Lehrstoffes sowie in der Durchführung der Aufgaben in weit über das Wesentliche hinausgehendem Ausmaß erfüllt und, wo dies möglich ist, deutliche Eigenständigkeit beziehungsweise die Fähigkeit zur selbständigen Anwendung seines Wissens und Könnens auf für ihn neuartige Aufgaben zeigt.
2. Gut (2) Mit „Gut“ sind Leistungen zu beurteilen, mit denen der Schüler die nach Maßgabe des Lehrplanes gestellten Anforderungen in der Erfassung und in der Anwendung des Lehrstoffes sowie in der Durchführung der Aufgaben in über das Wesentliche hinausgehendem Ausmaß erfüllt und, wo dies möglich ist, merkliche Ansätze zur Eigenständigkeit beziehungsweise bei entsprechender Anleitung die Fähigkeit zur Anwendung seines Wissens und Könnens auf für ihn neuartige Aufgaben zeigt.
3. Befriedigend (3) Mit „Befriedigend“ sind Leistungen zu beurteilen, mit denen der Schüler die nach Maßgabe des Lehrplanes gestellten Anforderungen in der Erfassung und in der Anwendung des Lehrstoffes sowie in der Durchführung der Aufgaben in den wesentlichen Bereichen zur Gänze erfüllt; dabei werden Mängel in der Durchführung durch merkliche Ansätze zur Eigenständigkeit ausgeglichen.
4. Genügend (4) Mit „Genügend“ sind Leistungen zu beurteilen, mit denen der Schüler die nach Maßgabe des Lehrplanes gestellten Anforderungen in der Erfassung und in der Anwendung des Lehrstoffes sowie in der Durchführung der Aufgaben in den wesentlichen Bereichen überwiegend erfüllt.
5. Nicht genügend (5) Mit „Nicht genügend“ sind Leistungen zu beurteilen, mit denen der Schüler nicht einmal alle Erfordernisse für die Beurteilung mit „Genügend“ (Abs. 5) erfüllt.

zusätzlich (Abs. 7): In der Volksschule, der Sonderschule und an der Neuen Mittelschule kann das Klassenforum oder das Schulforum beschließen, dass der Beurteilung der Leistungen durch Noten eine schriftliche Erläuterung hinzuzufügen ist.
Ein sehr übersichtliches Raster dieser Notenstufen findet man in einer Erläuterung des Unterrichtsministeriums in Wien „Informationsblätter zum Schulrecht Teil 3“ S 21.
Das „Österreichische Zentrum für Persönlichkeitsbildung und soziales Lernen“ ÖZEPS gibt eine auch herunterladbare Lehrerbroschüre für eine „Förderliche Leistungsbewertung“ zusätzlich heraus.

## Funktion der Leistungsbewertung
Der Leistungsbewertung werden verschiedene Funktionen zugeschrieben:
- Rückmeldung
- Sozialisation
- Vergleich
- Prognose
- Allokation
- Legitimation
- Selektion

Jede Leistung, die bewertet werden kann, kann auch in der Form von Noten erhoben werden. Die Funktionen der Leistungsbewertung sind allerdings nicht vollständig auf die Funktionen von Noten zu übertragen.

## Formen der Leistungsbeurteilung
„Üblicherweise beurteilen die Lehrer oder Lehrerinnen die Leistungen ihrer Schüler nach einer Kombination aus inhaltlichen Maßstäben und dem Klassendurchschnitt.“ (ULICH 2001)
Es gibt drei unterschiedliche Bezugsnormen:
- kriteriumsorientierte Bezugsnorm als Lernziele oder inhaltliche Kriterien
- soziale Bezugsnorm (Vergleich mit anderen Personen)[12]
- individuelle Bezugsnorm – persönliche Leistungsentwicklung.

Es gibt verschiedene Formen, mit welchen die Leistungen dokumentiert werden können. Diese kann man in sogenannte traditionelle und alternative Bewertungsmöglichkeiten einteilen.
Zu den traditionellen Bewertungsmöglichkeiten gehören:
- Bewertung nach A, B, C (derzeit eingesetzt in der Grundschule)
- Wortgutachten
- Ziffernnoten-begleitendes Wortgutachten
- Ziffernnoten.

Zu den alternativen Bewertungsmöglichkeiten dagegen gehören:
- regelmäßige Berichte in Textform an die Eltern
- Lernentwicklungsbericht
- Selbstevaluation durch den Schüler
- Beobachtung durch andere Schüler
- Vergabe von Rangplätzen innerhalb einer bestimmten Normstichprobe (zum Beispiel Klasse, Jahrgang)
- Portfolio
- Lerntagebuch
- Einschätzungsbogen
- Lerngespräch
- kooperative Leistungsbeurteilung.

Die Aufzählung erhebt nicht den Anspruch der Vollständigkeit. Sie ist auch ergänzbar durch den Umstand, dass es jedem Lehrer obliegt, seine eigenen Strategien bei der Bewertung seiner Schüler zu wählen und umzusetzen. Hierbei ist es seine Pflicht, sowohl schriftliche als auch mündliche Leistungen zu berücksichtigen. Durch die Fülle an Möglichkeiten zur Leistungsbewertung ist es zu einer Diskussion über den Sinn und Zweck sowie die Aufgabe dieser gekommen. Hierbei wird vor allem die Ziffernnote der Verbalbeurteilung gegenübergestellt. Diese gelten auch als die beiden am häufigsten gewählten Formen der Leistungsbewertung in der Schule.

## Funktion von Noten
Noten sollen verschiedene pädagogische und gesellschaftliche Funktionen erfüllen:

### Pädagogische Funktionen
Rückmeldung:
- Noten sollen den Schülern helfen, ihre Schwächen und Stärken wahrzunehmen und so ein realistisches Selbstbild aufzubauen;
- Noten sollen dem Lehrer einen Überblick über den Lehr- und Lern-Erfolg verschaffen und dazu dienen, ein Konzept für das weitere didaktische Vorgehen zu entwickeln;
- Noten sollen einen Leistungsvergleich mit den anderen Kindern der Klasse ermöglichen;

Motivationsfunktion:
- Gute Noten sollen motivieren, den Erfolg zu halten oder auszubauen;
- Schlechte Noten sollen motivieren, vorhandene Defizite zu beheben;

Berichtsfunktion:
- Noten sollen die Eltern über den Leistungsstand ihres Kindes informieren

### Gesellschaftliche Funktionen
- Kontrollfunktion:
Noten und Zeugnisse sollen die Einhaltung der Schulpflicht sowie die Effekte schulpolitischer, organisatorischer und pädagogischer Maßnahmen transparent machen.
- Berechtigungsfunktion:
Noten dokumentieren und legitimieren gegenüber befugten Dritten (zum Beispiel der Schulaufsicht) das erzieherische Handeln der Lehrer.
- Allokations- oder Selektionsfunktion:
Die Vergabe von Noten gestattet es, Ausbildungs- und Arbeitsplätze oder Zugangsberechtigungen nach Leistung zu vergeben, unter der Annahme, dass dabei die Eignung abgebildet wird.

### Kopfnoten
Kopfnoten beinhalten eine Verhaltensbewertung. Die Art der Kopfnoten und ob und in welchen Schuljahren sie verwendet werden, veränderte sich im Laufe der Zeit.
Zu den Kopfnoten zählten früher zum Beispiel:
- Gesamtverhalten
- Betragen
- Fleiß
- Ordnung
- Mitarbeit

Gegenwärtig gibt es in vielen Bundesländern wiederum sogenannte Kopfnoten in den Bereichen Arbeitsverhalten und Sozialverhalten.
Beispiele der Verhaltensbeurteilung sind:
Arbeitsverhalten
- Leistungsbereitschaft
- Zuverlässigkeit
- Konzentration und Ausdauer
- Interesse
- Selbstständigkeit
- Teamfähigkeit

Sozialverhalten
- Verantwortungsbereitschaft
- Kooperationsfähigkeit
- Kommunikation
- Konfliktverhalten

## Noten- versus Gutachtenzeugnisse
Ob die Leistungsbeurteilung durch Noten das Erreichen der Erziehungsziele der Schule fördert, ist umstritten. Dass Rückmeldung der Schule in irgendeiner Form stattfinden muss, wird jedoch weithin akzeptiert. Strittig ist zumeist nur, ob anstelle numerischer Noten frei formulierte Gutachten treten sollen, wie in Waldorf- oder Sonderschulen. Ihr Informationsgehalt ist als wesentlich höher einzustufen, die Vergleichbarkeit der Zeugnisse nimmt aufgrund der gesteigerten Komplexität jedoch ab. Kritiker der Gutachtenzeugnisse argumentieren zudem, dass die Bewertung der Leistungsfähigkeit durch Texte in der Praxis lediglich durch eine Anzahl entsprechender Textbausteine erfolge, welche letztlich den Ziffernbenotungen entsprächen.

### Bildungspolitische Implikationen
Die Form der Benotung hängt eng mit zwei anderen Grundsatzfragen des Schulsystems zusammen: mit der Möglichkeit des Sitzenbleibens und der Einteilung recht junger Schüler in verschieden anspruchsvolle Schulformen. Ein gegliedertes Schulsystem, wie in den deutschsprachigen Ländern, ist nur dann zu rechtfertigen, wenn die im Alter von zehn Jahren getroffene Prognose der Intelligenz und Leistungsfähigkeit im weiteren Verlauf der Schulzeit korrigierbar ist. Weil zunächst davon ausgegangen wird, dass Leistungsschwächen nur vorübergehender Natur sind, ist dem Schulwechsel die Nichtversetzung vorgeschaltet.

### Internationaler Vergleich
Als empirisches Argument gegen Notenzeugnisse wird gerne auf die skandinavischen Länder verwiesen, die in Schulleistungsvergleichen regelmäßig sehr gut abschneiden und die bis zur achten Jahrgangsstufe auf Noten und Ziffernzeugnisse verzichten. Damit ist zwar kein Kausalzusammenhang bewiesen, wohl aber, dass Gesamtschulen ohne Noten effizient sein können. Als empirische Gegenbeispiele werden einige asiatische Länder genannt, die mit gegliedertem Schulsystem und vergleichbarem Notensystem bei den Vergleichen ebenfalls außerordentlich gut abschneiden. Das zugrunde liegende Schulsystem scheidet damit als Ursache aus.
In den skandinavischen Schulen ist die Zahl der Lehrkräfte pro Schüler deutlich höher und die Überlastung der Lehrer ist seltener. Viele asiatische Kulturen legen einen erheblich höheren Wert auf die Bildung und Ausbildung ihrer Kinder, wodurch eine deutlich größere Leistungsbereitschaft bei Schülern vorhanden ist. Einige betrachten dies in negativem Sinne als hohen Leistungsdruck.
Somit ist fraglich, ob Notenzeugnisse überhaupt eine Rolle bei den Ergebnissen dieser Tests spielen. Vielmehr scheinen kleinere Klassen, die bessere Förderung leistungsschwacher Schüler, motivierte, nicht überlastete Lehrer und die Wertschätzung von Schule und Bildung die entscheidenden Punkte zu sein.

### Empirische Lage in Deutschland
In Deutschland erstellen einige Versuchsschulen wie zum Beispiel die Laborschule Bielefeld „Berichte zum Lernprozess“ anstelle von Notenzeugnissen; begleitende Studien sind zu einer positiven Beurteilung gekommen.
Der Verzicht auf Noten ist ein Kernpunkt der Pädagogik einiger nichtstaatlicher Schulen, so zum Beispiel der Waldorfschulen.
In deutschen Grundschulen sind Gutachtenzeugnisse in den 1970er Jahren je nach Bundesland in unterschiedlichem Maße eingeführt worden. In den 1990er Jahren sind in den oberen Grundschulklassen (je nach Land in unterschiedlichem Maße) wieder Noten eingeführt worden. Auch hier gibt es einen bildungspolitischen Zusammenhang mit der Frage, ob die von der Grundschule ausgesprochene Empfehlung für eine weitergehende Schule bindend sein soll (wie in Bayern) oder von den Eltern beliebig ignoriert werden darf.

### Gestaltung von Gutachtenzeugnissen
Berichtszeugnisse verfolgen dieselben Ziele wie Notenzeugnisse, allerdings ermöglichen sie ein größeres Maß an Individualisierung und einen erhöhten Informationsgehalt. Pädagogisch relevant sind die Qualitätsunterschiede, die sich zwischen Zeugnissen mit zensurennahen Aussagen (zum Beispiel „Beteiligung am Unterricht: befriedigend“ oder „NN. beteiligte sich nicht immer regelmäßig am Unterricht“) und individuelleren Lernberichten zeigen. Ein solcher individuellerer Bericht müsste dann situative Randbedingungen aufzeigen, unter denen die Beteiligung der Schüler am Unterricht zugenommen oder abgenommen hat.

### Argumente für und gegen Noten

#### Implikationen des Objektivitätsanspruchs
Noten suggerieren in weitaus stärkerem Maße als individuell formulierte Gutachten eine quantitative Vergleichbarkeit der beurteilten Leistungen („Warum ist NN um eine Stufe besser als ich?“) und können damit zu einer Verstärkung von Leistungsmotivation oder Leistungsdruck führen.
Da dauerhaft schlechte Noten eher leistungshemmend sind, kann sich dies negativ auf die allgemeine Motivation und psychische Dispositionen auswirken.
Praxisnahe Kritiker wollen Noten nicht grundsätzlich abschaffen, aber auf höhere Jahrgangsstufen beschränken. Sie zielen zumeist darauf ab, jüngere Schüler vor Leistungsdruck zu schützen, nehmen dabei aber die fehlende Rückkopplung und Leistungsmotivation in Kauf. Der Grundschulpädagoge Hans Brügelmann kommt in einem Gutachten von 2006 zu dem Schluss „Schüler brauchen keine Pauschalbewertungen, sondern differenzierte Rückmeldungen …“.

#### Reproduzierbarkeit und Bewertungsmaßstäbe
Gegen Schulnoten wird angeführt, dass Noten in der Praxis ihrem inhärenten Objektivitätsanspruch nicht gerecht würden. Häufig wurde aus der schlechten Reproduzierbarkeit von Noten geschlossen, dass die Notenvergabe weitgehend von Zufall oder Willkür gesteuert und daher ungerecht sei. Als Beispiel wurde eine deutschlandweite Studie von 1999 genannt, in welcher derselbe Deutschaufsatz und dieselbe Mathematikarbeit von verschiedenen Lehrern mit Noten zwischen „sehr gut“ und „mangelhaft“ beurteilt wurde. Es nahmen über 1000 Lehrer von weiterführenden Schulen teil. In der Annahme, dass den Noten zugrunde liegende Normen subjektiv, mitunter auch sozial abhängig und damit nicht vergleichbar seien, wurde versucht, die Lehrer über das soziale Milieu des angenommenen Schülers in ihrer Bewertung zu beeinflussen.
Solche Vergleiche übersehen, dass die Beurteilung in der Schule immer im Zusammenhang mit dem vorangegangenen Unterricht, dem jeweiligen Erwartungshorizont der Lehrkraft und dem Leistungsniveau der Jahrgangsstufe steht. Schulnoten beanspruchen keinen über den engen Zusammenhang ihrer Entstehung hinausgehenden allgemeinen Aussagewert. Überregionale Vergleiche, die solches versuchen, sind irreführend. Sie berücksichtigen etwa auch nicht das unterschiedliche Niveau von Schulen und ihrer Lehrkräfte. Bei der Notengebung handelt es sich um situationsbedingte „Schätzwerte“ (= Zensuren), die ihrer Natur nach nur eine bedingte Objektivität haben können und keine Allgemeingültigkeit beanspruchen, auch wenn dies von außerschulischen Stellen oft erwartet oder unterstellt wird.
Selbst im Fach Mathematik, das ja vom Schein größtmöglicher Objektivität umgeben ist, lässt sich kaum einheitlich bewerten, ist die Notengebung immer auch vom Anspruch und der Einschätzung der Lehrkraft abhängig. Beispielsweise geben die meisten Mathematiklehrkräfte in der Regel Teilpunkte, wenn der Rechenweg richtig, das Ergebnis aber falsch ist. Bei den landesweiten Mathematik-Vergleichsarbeiten (VERA 8) dagegen gibt es nur Punkte für ein richtiges Endergebnis, einige Mathematiklehrer halten es ähnlich.
Eine weitere Ursache für unterschiedliche Bewertungsmaßstäbe ist, dass die Beurteilung von Leistungen als Leistungsvergleich innerhalb einer Schulklasse oder bestenfalls eines Jahrganges erfolgt: Die Lehrkräfte justieren dabei ihre Leistungserwartungen so, dass in der Regel der gleiche Notenvorrat ausgeschöpft wird; durch die Auswahl des Schwierigkeitsgrades ergibt sich jeweils ein Notenspiegel, welcher sich der gaußschen Normalverteilung nähert. Eine solche Anpassung der Aufgabenstellung wird pädagogisch als der unter den gegebenen Verhältnissen bestmögliche Kompromiss zwischen der motivierenden und der selektierenden Wirkung von Leistungsbewertungen begründet, führt aber dazu, dass Noten außerhalb des innerschulischen Vergleichs nur eingeschränkt aussagefähig sind.
Ob Noten überhaupt vergleichbar sein können, womöglich landesweit, ist fraglich. Eine solche Vergleichbarkeit wird zwar von Laien immer wieder gefordert, dabei wird aber regelmäßig übersehen, dass selbst zentrale Abschlussarbeiten mit objektiv gleicher Schwierigkeit durch die unterschiedliche Vorbereitung unterschiedlich schwer sind (siehe dazu auch Zentralabitur).
Andererseits werden für die relative Zuverlässigkeit von Schulnoten empirische Untersuchungen angeführt, die zeigen, dass auch ohne zentralisierte Prüfungen die Schulabschlussnoten (mittlere Reife und Abitur) mit dem späteren Ausbildungs- oder Studienerfolg stark korrelieren.

#### Zusammenhang zwischen Note und Leistung
Bei der IGLU-Studie konnte bewiesen werden, dass es zwar einen Zusammenhang zwischen Note und Leistung gibt, dieser aber auf keinen Fall perfekt ist.
| Note               | Kompetenzstufe 1 (sehr schlechte Rechtschreibung) | Kompetenzstufe 2 | Kompetenzstufe 3 | Kompetenzstufe 4 (sehr gute Rechtschreibung) |
| Rechtschreibnote 1 | 0 %                                               | 0 %              | 1,8 %            | 30,7 %                                       |
| Rechtschreibnote 2 | 6,5 %                                             | 2,5 %            | 42,9 %           | 54,7 %                                       |
| Rechtschreibnote 3 | 0 %                                               | 23,8 %           | 34,0 %           | 14,7 %                                       |
| Rechtschreibnote 4 | 35,5 %                                            | 46,7 %           | 18,1 %           | 0 %                                          |
| Rechtschreibnote 5 | 48,4 %                                            | 22,1 %           | 2,9 %            | 0 %                                          |
| Rechtschreibnote 6 | 9,7 %                                             | 4,9 %            | 0,3 %            | 0 %                                          |

Es gibt keine einheitlichen Regelungen zur Benotung der Rechtschreibleistungen und darüber, welche Hilfsmittel bei Diktaten zugelassen sind. Zudem ist es uneinheitlich geregelt, wie Kinder mit Lernschwierigkeiten und Legastheniker benotet werden sollen. Die Note lässt zwar einen Vergleich von Kindern innerhalb von Schulklassen zu, man kann jedoch weniger leicht zwischen zwei Schulen oder gar zwischen Schulen in verschiedenen Bundesländern vergleichen.

## Kritik an Leistungsbeurteilungssoftware
Alle angebotenen Produkte haben den prinzipiellen Mangel, dass sie nicht erfassen können, welche Inhalte dem Schüler im Vorfeld bekannt sind (reproduktives Anforderungsniveau mit niedrigem Schwierigkeitsgrad) und welche ihm unbekannt sind, so dass er sie sich selbst erschließen muss (erarbeitendes Anforderungsniveau mit hohem Schwierigkeitsgrad). Diese Einschätzung können ausschließlich Lehrer leisten, welche den Schüler unterrichtet haben. Die gleiche Schwierigkeit führt auch die angebliche Vergleichbarkeit zentraler Prüfungen ad absurdum.

## Situation in anderen Ländern

### Vereinigte Staaten
In den Vereinigten Staaten erfolgt die Evaluierung der Schüler in weitaus größerem Umfang als in Deutschland nach landeseinheitlichen Richtlinien, etwa nach Tests, die im ganzen Land oder einem Bundesstaat einheitlich durchgeführt werden. Eine Evaluierung erfolgt dabei nur in ausgewählten Fächern wie Mathematik und Englisch, nicht jedoch Fächern wie Kunst, Musik oder Sport. An Grundschulen werden, über die inhaltlichen Leistungen hinaus, äußerst detailliert auch die Verhaltensweisen der Schüler evaluiert. Die Leistungs- und Verhaltensbeurteilung findet Eingang nicht nur in die Schulzeugnisse, sondern die Schulen zeichnen ihre klassen- und jahrgangsbesten Schüler alljährlich auch mit Preisen aus.